# Nadleśnictwo Wieżyca
Nadleśnictwo Wieżyca – dawna jednostka organizacyjna Lasów Państwowych, znajdująca się na obszarach powiatów: kartuskiego i kościerskiego.

## Historia
Nadleśnictwo Wieżyca zostało utworzone w 1945, przez wydzielenie części lasów z Nadleśnictwa Kościerzyna. W czasie swojego istnienia było sukcesywnie powiększane o nowe obszary leśne. W 1973 zostało przyłączone do Nadleśnictwa Skrzeszewo, natomiast w 1977 do Nadleśnictwa Kartuzy jako obręb leśny.